# Sant Llorenç de Sant Adrià
Sant Llorenç de Sant Adrià és una capella romànica del poble de Sant Adrià, pertanyent a l'antic terme de Gurp de la Conca i a l'actual de Tremp. Era una capella depenent de la parroquial de Sant Adrià de Tendrui.
Està situada uns 100 metres al nord del poble.

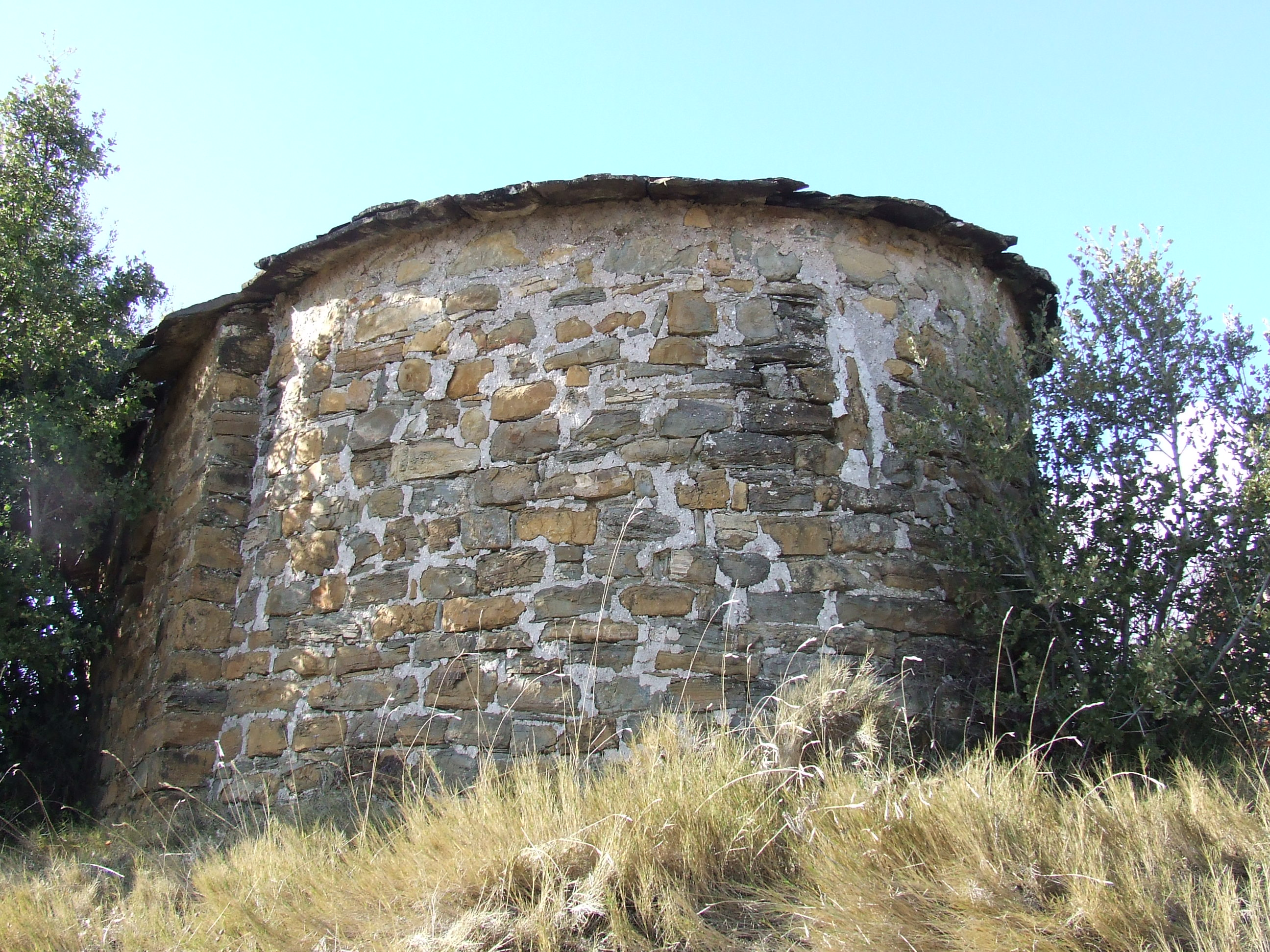
L'absis de la capella

Es tracta d'un temple molt transformat, d'una sola nau, amb absis semicircular a llevant, obert a la nau per un curt arc triomfal. La volta és de canó, i està partida en dues seccions per un arc toral.
L'església es degué esfondrar pel costat de ponent, ja que presenta una reconstrucció que desvirtua bastant l'obra original. Conserva una finestra d'una sola esqueixada al centre de l'absis.
El carreuatge és irregular, però mostra bastants elements de la construcció original romànica, que és del segle xii, si bé dins d'una línia rústega.

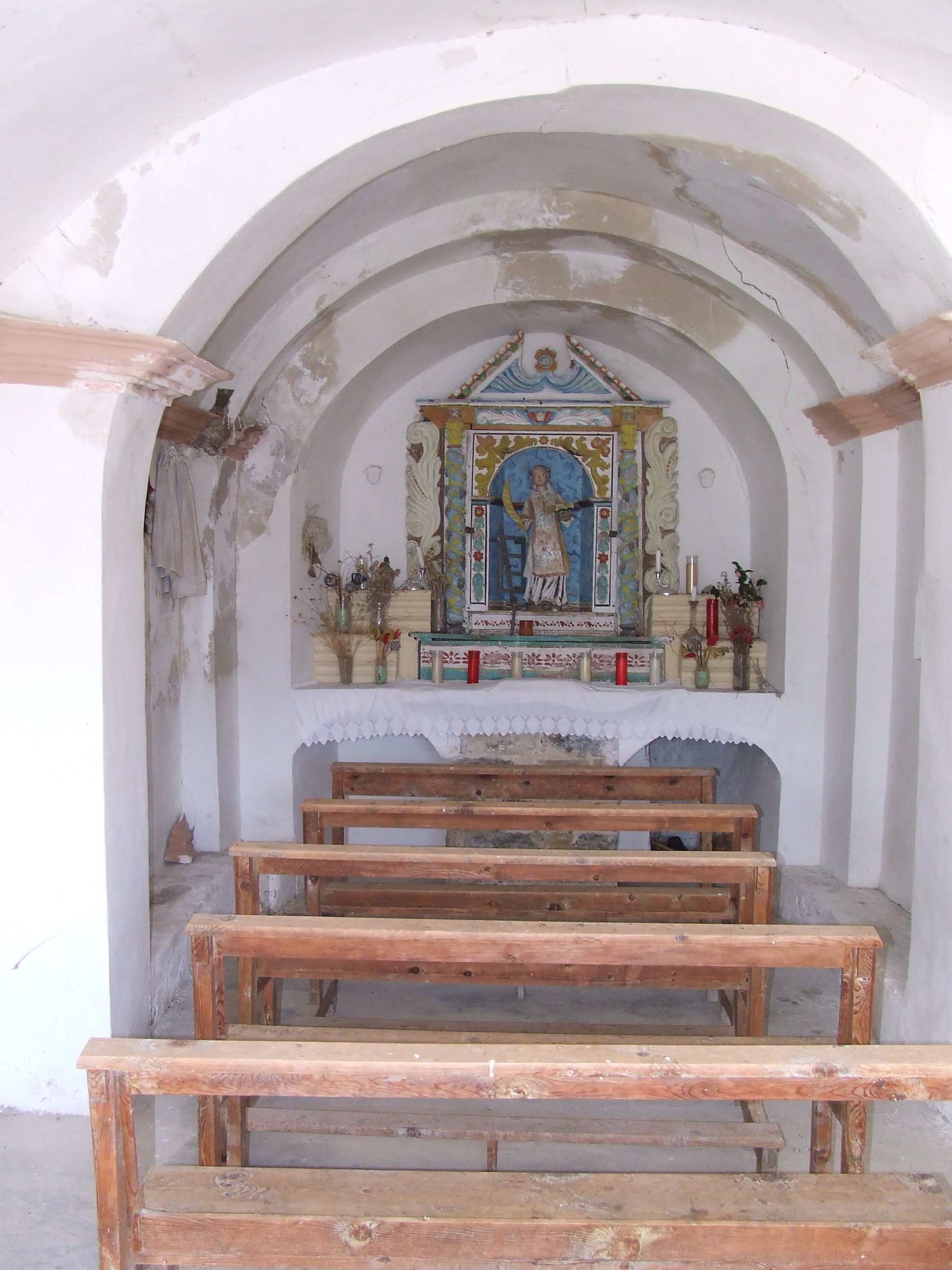
Interior de la capella